# Francisco Leal de Queiroz
Francisco Leal de Queiroz (Paranaíba, 8 de janeiro de 1927) é um político, escritor e jurista brasileiro, membro da Academia Sul-Matogrossense de Letras.

## Biografia
Filho de José Queiroz e de Dolorita Leal de Queiroz, descende, desta forma, de duas importantes famílias brasileiras, os Garcia Leal e os Sousa Queiroz, originárias dos estados de Minas Gerais e São Paulo e pioneiras do leste sul-matogrossense, na região de Três Lagoas e Paranaíba.
Apesar de nascido em Paranaíba, Francisco Leal de Queiroz se formou educacionalmente nas cidades de Três Lagoas, Lins (no Instituto Americano), e no Rio de Janeiro (na Faculdade de Direito).
Casou-se com Maria Elza Fogolin Leal de Queiroz, tendo os filhos: Elza Maria e Francisco.

## Carreira
Política
- 1949 - tornou-se promotor de justiça, na Comarca de Paranaíba.
- 1950 - foi eleito deputado estadual na Assembleia Legislativa do estado de Mato Grosso, tendo sido reeleito em 1954.
- 1958 - foi eleito prefeito de Três Lagoas.[1]
- 1962 - novamente eleito Deputado Estadual na Assembleia Legislativa de Mato Grosso.
- 1966 - nomeado Secretário do Interior e, então, de Justiça de Mato Grosso, cargos que exerceu até 1971.
- 1983 - Representante de Mato Grosso do Sul em Brasília.
- 1986 - nomeado Secretário de Justiça de Mato Grosso do Sul.
- 1987 - Secretário de Segurança Pública de Mato Grosso do Sul.
- 1988 - Procurador do Ministério Público Especial junto ao Tribunal de Contas de Mato Grosso do Sul.

Vida intelectual
É membro das seguintes instituições:
- Academia Mato-grossense de Letras;
- Instituto Histórico e Geográfico de Mato Grosso;
- Academia Sul-Matogrossense de Letras, da qual é ex-presidente;
- Instituto Histórico e Geográfico de Mato Grosso do Sul.

Obras
- Pequena História de Sant’Anna do Paranahyba;
- Enquanto a Lira Tange (poesias);
- O Violino das Galeras (poesias);
- 3 Histórias;
- Crônicas;
- Leal de Queiroz - Poesia completa e alguma prosa.